# John Teglgaard
John Teglgaard er en dansk guitarist, der har spillet i bands som Bifrost, Hyldemor og Lone Kellermann og Rockbandet. Spiller i dag i Drive som har rod i Spilledåsen i Vrads.

## Karriere
John Teglgaard har gennem tiden medvirket i mange grupper og ofte flere ad gangen.
Han spillede oprindeligt i gruppen Take Off, der blev dannet i 1969 og spillede "syrerock". Gruppen spillede blandt andet i Thylejren i 1970.. I 1975 fortsatte Take Off i Masala Dosa med en delvis ny besætning. Gruppen indspillede i 1977 albummet Masala Dosa 77, som dog først udkom i 1979. I samme periode medvirkede han på Hyldemors Glem det hele fra 1978, og kort herefter kom han med i Bifrost, som han spillede med indtil omkring 1985.
I 1981 medvirkede Teglgaard på Lone Kellermann og Rockbandets sidste album, Fod under eget bord.
Teglgaard er fortsat aktiv i musikmiljøet og var blandt andet aktiv for at hædre Hyldemor og denne gruppes leder, Hans Vinding, som døde i 1999.